# Списак генерала и адмирала Војске Југославије и СЦГ: Е, Ж, З и И
Списак особа које су у имале генералске и адмиралске чинове у Војсци Југославије (ВЈ) и Војсци Србије и Црне Горе (ВСЦГ) чије презиме почиње на слова Е, Ж, З и И, за остале генерале и адмирале погледајте Списак генерала и адмирала Војске Југославије и СЦГ.
напомена: Генералски, односно адмиралски чинови у ВЈ су били — генерал-армије (адмирал флоте), генерал-пуковник (адмирал), генерал-потпуковник (вице-адмирал) и генерал-мајор (контра-адмирал).

### E
- Јован Елемиров (1936), генерал-мајор. Активна војна служба у ВЈ престала му је 1993.
- Никола Ерцеговић (1935), вице-адмирал. Активна војна служба у ВЈ престала му је 1993.

### Ж
- Михаило Жарковић (1950), вице-адмирал. Активна војна служба у ВСЦГ престала му је 2005.
- Ристо Жерајић (1936—2017), генерал-мајор. Активна војна служба у ВЈ престала му је 1993.
- Градимир Живановић (1947), генерал-мајор. Активна војна служба у ВЈ престала му је 2002.
- Драган Живановић (1955), генерал-мајор. Активна војна служба у ВСЦГ престала му је 2006.
- Верољуб Живковић (1947), генерал-мајор. Активна војна служба у ВЈ престала му је 2000.
- Михаило Жугић (1943—1996), генерал-мајор.
- Душан Жунић (1939), генерал-мајор. Активна војна служба у ВЈ престала му је 1993.

### З
- Милан Заклан (1936—2021), генерал-мајор. Активна војна служба у ВЈ престала му је 1993.
- Миленко Зарић (1948), генерал-мајор. Активна војна служба у ВЈ престала му је 2001.
- Ђорђије Звицер (1933), генерал-потпуковник авијације. Активна војна служба у ВЈ престала му је 1992.
- Никола Здравковић (1943—1997), контра-адмирал.
- Трпко Здравковски (1938), генерал-мајор. Активна војна служба у ВЈ престала му је 1994.
- Радмило Зељаја (1957), генерал-мајор. Активна војна служба у ВЈ престала му је 2002.
- Милан Зец (1943—2021), адмирал. Активна војна служба у ВЈ престала му је 2001.
- Радисав Зечевић (1937—2020), генерал-мајор. Активна војна служба у ВЈ престала му је 1992.
- Душан Зорић (1941—2023), генерал-потпуковник. Активна војна служба у ВЈ престала му је 1999.

### И
- Бора Ивановић (1944), генерал-потпуковник. Активна војна служба у ВЈ престала му је 1996.
- Александар Игњатовић (1947), генерал-мајор. Активна војна служба у ВЈ престала му је 2003.
- Илија Исак (1947), генерал-мајор. Активна војна служба у ВЈ престала му је 2002.
- Дојчило Исаковић (1935), генерал-мајор. Активна војна служба у ВЈ престала му је 1994.